# Thiopyrylium
Thiopyrylium je kation se vzorcem C5H5S+, analog pyryliového kationtu, ve kterém je atom kyslíku nahrazen sírou.
Soli tohoto iontu jsou méně reaktivní něž příslušné pyryliové soli, protože má atom síry vyšší polarizovatelnost.
Z chalkogenových šestičlenných nenasycených heterocyklů má thiopyrylium nejvyšší aromaticitu, protože má síra podobnou elektronegativitu jako uhlík a jen o málo větší kovalentní poloměr.
S vodou thiopyrylový ion reaguje za vzniku směsi 2-hydroxythiopyranu a 4-hydroxythiopyranu.
Thiopyryliové soli lze připravit odštěpením vodíku z thiopyranu pomocí akceptoru hydridových iontů, jako je například tritylperchlorát.
Thiopyryliové analogy 2,4,6-trisubstituovaných pyryliových solí mohou být vytvořeny reakcemi příslušných pyryliových solí se sulfidem sodným a následným vysrážením po přidání kyseliny; touto reakcí se kyslík v pyryliovém kationtu nahradí sírou.